# Latridius alius
Latridius alius là một loài bọ cánh cứng trong họ Latridiidae. Loài này được Weise miêu tả khoa học năm 1972.